# Station Seascale
Seascale is een spoorwegstation van National Rail in Copeland in Engeland. Het station langs de Cumbrian Coast Line is eigendom van Network Rail en wordt beheerd door Northern Rail. 